# Olonia
Olonia är ett släkte av insekter som ingår i familjen Eurybrachidae.
Lista med arter inom släktet enligt Catalogue of Life:
- Olonia alboapicata
- Olonia apicalis
- Olonia marginata
- Olonia maura
- Olonia nigroapicata
- Olonia ornata
- Olonia rubicunda
- Olonia transversa